# Jimmy Mainfroi
Jimmy Mainfroi est un footballeur français, né le 28 mars 1983 à Mâcon. Il évolue au poste de défenseur droit du milieu des années 2000 au début des années 2010.
Formé au Montpellier HSC, il joue ensuite au Grenoble Foot et à l'Amiens SC. En fin de carrière il excelle au poste de milieu relayeur à l'AS Attignat et propulse son équipe au meilleur niveau départemental.

## Biographie
Jimmy Mainfroi naît le 28 mars 1983 à Mâcon d'une famille originaire de La Réunion. Il commence le football au FC Bourg-Péronnas, club quart de finaliste de la Coupe de France 1998 avec son frère ainé Aldo.
Jimmy Mainfroi rejoint, en 1999, le centre de formation du Montpellier HSC. Il fait ses débuts en équipe réserve lors de la saison 2000-2001 de CFA où il dispute sept rencontres. Évoluant au poste de défenseur latéral droit, il s'impose en équipe réserve l'année suivante et dispute trente-trois rencontres pour cinq buts inscrits puis, trente-un matchs en 2002-2003. Il fait ses débuts en équipe première lors de la 27e journée du championnat 2003-2004 face au Toulouse FC. Titularisé par l'entraîneur Robert Nouzaret, il dispute la totalité de la rencontre perdue sur le score d'un but à zéro à domicile. Lors de cette saison, qui voit le club relégué en Ligue 2, il dispute sept rencontres et, signe, en mai, son premier contrat professionnel d'une durée de trois ans. Les années suivantes, il ne parvient pas à s'imposer comme titulaire en raison des choix de l'entraîneur et de performances irrégulières.
Non conservé par son club formateur, il s'engage en 2007 avec le Grenoble Foot, autre club de Ligue 2. Il s'impose comme titulaire dans la défense grenobloise et, en fin de saison, le club, troisième du championnat, accède à la Ligue 1. Le 18 octobre 2008, lors de la neuvième journée du championnat, face au SM Caen, il est victime d'une rupture des ligaments croisés du genou gauche et est alors absent des terrains pendant six mois,. Il effectue son retour à l'entraînement en août 2009 et, signe une prolongation de contrat de trois ans. Défaits à douze reprises, lors des douze premiers journées du championnat, Le club est relégué en Ligue 2. La saison suivante, le club connaît une nouvelle relégation et, en proie à des problèmes financiers, dépose le bilan. Jimmy Mainfroi se retrouve alors libre de contrat.
En contact avec LB Châteauroux, puis à l'essai, en décembre 2011, à l'AC Arles-Avignon, il s'engage finalement, en janvier 2012, avec l'Amiens SC pour une durée de deux ans.
Après deux ans à l'Amiens SC, son contrat n'est pas renouvelé et, en l'absence de contacts, il quitte le football professionnel. En 2013, il s'engage avec le club de promotion d'honneur régionale de l'AS St André d'Huiriat, dirigé par son frère Aldo. Il revient, en juillet 2014, au FC Bourg-Péronnas, pour évoluer dans un premier temps avec l'équipe réserve en raison de l'encadrement de la masse salariale du club. Il retourne en 2015 au Football club Veyle Saône, nouveau nom de l'AS St André d'Huiriat.

## Statistiques
Le tableau ci-dessous résume les statistiques en match officiel de Jimmy Mainfroi durant sa carrière de joueur professionnel,.
| Saison                | Club                  | Championnat           | Championnat | Championnat | Coupe nationale | Coupe nationale | Coupe de la Ligue | Coupe de la Ligue | Total | Total |
| Saison                | Club                  | Division              | M.          | B.          | M.              | B.              | M.                | B.                | M.    | B.    |
| 2003-2004             | Montpellier HSC       | Ligue 1               | 11          | 0           | -               | -               | -                 | -                 | 11    | 0     |
| 2004-2005             | Montpellier HSC       | Ligue 2               | 18          | 0           | -               | -               | 3                 | 0                 | 21    | 0     |
| 2005-2006             | Montpellier HSC       | Ligue 2               | 15          | 0           | 2               | 0               | 1                 | 0                 | 18    | 0     |
| 2006-2007             | Montpellier HSC       | Ligue 2               | 19          | 1           | 1               | 0               | 1                 | 0                 | 21    | 1     |
| 2007-2008             | Grenoble Foot 38      | Ligue 2               | 27          | 0           | 2               | 0               | 1                 | 0                 | 30    | 0     |
| 2008-2009             | Grenoble Foot 38      | Ligue 1               | 9           | 0           | -               | -               | -                 | -                 | 9     | 0     |
| 2009-2010             | Grenoble Foot 38      | Ligue 1               | 14          | 0           | 2               | 0               | 1                 | 0                 | 17    | 0     |
| 2010-2011             | Grenoble Foot 38      | Ligue 2               | 24          | 0           | 1               | 0               | 1                 | 0                 | 26    | 0     |
| 2011-2012             | Amiens SC             | Ligue 2               | 14          | 0           | -               | -               | -                 | -                 | 14    | 0     |
| 2012-2013             | Amiens SC             | National              | 18          | 0           | 2               | 0               | 1                 | 0                 | 21    | 0     |
| Total sur la carrière | Total sur la carrière | Total sur la carrière | 169         | 1           | 10              | 0               | 9                 | 0                 | 188   | 1     |